# Amatori Wasken Lodi 2022-2023
Questa voce raccoglie le informazioni riguardanti l'Amatori Wasken Lodi nelle competizioni ufficiali della stagione 2022-2023.

## Maglie e sponsor
Lo sponsor tecnico per la stagione 2022-2023 fu Joma, mentre gli sponsor ufficiali furono Banco BPM, Institut Biochimique SA e Technogenetics.
| 1ª divisa | 2ª divisa | 1ª div. portiere | 2ª div. portiere |

## Organigramma societario
- Presidente: Gianni Blanchetti
- Direttore generale: Federico Mazzola
- Direttore sportivo: Danilo Campolungo
- Segretario: Giuseppe Colombo
- Addetto stampa: Massimo Stella

## Organico

### Giocatori
Dati tratti dal sito internet ufficiale della Federazione Italiana Sport Rotellistici.
| N° | Naz.                  | Ruolo | Sportivo            |  |  |  |
| -- | --------------------- | ----- | ------------------- |  |  |  |
| 4  | Italia (bandiera)     | E     | Lorenzo Giovannetti |  |  |  |
| 5  | Italia (bandiera)     | E     | Alessandro Faccin   |  |  |  |
| 7  | Spagna (bandiera)     | E     | Pablo Nájera        |  |  |  |
| 9  | Portogallo (bandiera) | E     | Filipe Fernandes    |  |  |  |
| 12 | Argentina (bandiera)  | P     | Valentín Grimalt    |  |  |  |
| 17 | Italia (bandiera)     | E     | Nicolas Barbieri    |  |  |  |
| 49 | Italia (bandiera)     | P     | Riccardo Porchera   |  |  |  |
| 54 | Italia (bandiera)     | E     | Andrea Fantozzi     |  |  |  |
| 63 | Italia (bandiera)     | E     | Morgan Antonioni    |  |  |  |
| 68 | Italia (bandiera)     | E     | Liam Bozzetto       |  |  |  |

### Staff tecnico
- Allenatore:  Pierluigi Bresciani
- Allenatore in seconda:  Alberto Sanpellegrini
- Preparatore atletico:  Gabriele Ganini
- Meccanico:  Claudio Vailati

## Mercato
| Acquisti | Acquisti            | Acquisti        | Acquisti |
| R.       | Nome                | da              |          |
| -------- | ------------------- | --------------- | -------- |
| E        | Liam Bozzetto       | Montecchio P.   |          |
| E        | Alessandro Faccin   | Trissino        |          |
| E        | Andrea Fantozzi     | Correggio       |          |
| E        | Filipe Fernandes    | Paço de Arcos   |          |
| E        | Lorenzo Giovannetti | Forte dei Marmi |          |
| E        | Pablo Nájera        | Sarzana         |          |

| Cessioni | Cessioni        | Cessioni        | Cessioni |
| R.       | Nome            | a               |          |
| -------- | --------------- | --------------- | -------- |
| E        | Riccardo Cervi  | Amatori Modena  |          |
| E        | Romeo D'Anna    | CGC Viareggio   |          |
| E        | Alberto Greco   | inattivo        |          |
| E        | Jordi Méndez    | Trissino        |          |
| E        | Filippo Schiavo | Trissino        |          |
| E        | Enric Torner    | Forte dei Marmi |          |